# 惠州交投巴士有限公司
惠州交投巴士有限公司，通常简称惠交巴士或交投巴士，是中国广东省惠州市的一间公共交通运营业者，于2017年12月29日由原惠州市公共汽车总公司更名而来，运营惠州市区内及途经惠州市区的公交路线，同时运营惠城区出租车服务。至2018年9月，该司共计运营52条公交路线，合共723台公交运营车辆、100台出租运营车辆。

## 沿革

### 早期发展
1971年3月，该公司前身惠州市汽车站成立，隶属惠州市交通局管理，经营客、货运业务，由廖伟忠、康景禄、骆汉全等人分任正副站长。汽车站成立之初借用西湖管委会的用地办公。彼时汽车站经营“惠阳汽车站—桥东西门口”“惠阳汽车站—平湖门”“桥东西门口—下角小中堂”等3条公共汽车路线。
1973年-1977年间，公共汽车站陆续增开由惠州至横沥、汤泉、平潭等三地的外线。
1974年，惠州市汽车站更名为惠州市汽车公司。次年，汽车公司分离客、货运业务，其中客运部分（即公共汽车）成为惠州市公共汽车站。
1977年7月，位于麦地路6号的办公大楼投入使用。
1980年-1984年，公共汽车站在重点经营“内线”的同时，加开多条“外线”，以求扭转因社会上公私车辆争客而导致的亏损局面。但由于亏损原因，“内线”经营困难，于1983年，除“惠阳汽车站—平湖门”线仍可正常行走外，其余多条线路均停运。
1984年2月20日，惠州市公共汽车站改制为惠州市公共汽车公司，由骆汉全、钟振强分任正、副总经理。同年，该司转隶惠州市公用事业局管理。
1987年，各条“外线”均停止运营。

### 1990年代
1990年，惠州市政府投入96万元，恢复了多条于1983-1985年间停运的公交线路，并增设“汽车站—云山”“汽车站—市人民医院”等两条线路，分别为今天的2路、3路。
1994年6月，惠州市公共汽车公司升格为惠州市公共汽车总公司，升格后由黄文程出任总经理，钟振强、罗月林、姚燕培出任副总经理。总公司下设办公室、安全科、保安科、材料供应科，及辖有两个车队、两个修理车间、汽车零部件门市部、停车场等单位。
1998年，公交总公司陆续开通多条线路，并利用社会资金更新15个候车亭及150个灯箱式站牌。同年，该司向社会作出了8点公交服务承诺。10月，该司对原机关科室、营运车队、修理车间及保障单位实施改制，包括将原下辖的两个车队改制为两个运营分公司（即现今的第一、二分公司），两间修理车间改组为一个大修厂，及对下设的行政部室进行调整，并可实施经济独立核算及自负盈亏。

### 2000年代
2001年5月，惠州市公共汽车总公司党总支委员会获准筹建，第一、二分公司党支部及总公司行政机关党支部亦成立。该司亦获评当年度市“先进基层党组织”。同年，该司聘请10位市民为公交服务质量社会监督员。此外，该司亦开始推行股份制经营，以集资入股方式筹资100余万元购入10台客车开通28路。次年，19路实行股份制经营。
2003年，公交总公司开始在旗下车队安装南平三方电子报站系统，及增设91个电子站牌。同年，该司启用新版绿色主题涂装，应用于新购置车辆及翻新后的旧车。此外又斥资2万余元解决近100台车辆存在的车内灯光暗淡问题。
2004年，公交总公司收回29路的经营权，并实施股份制改造。同年，该司对旗下的10路、26路系列路线进行拆分。
2005年1月20日，该司与保源电子共同组建的IC卡收费系统启用，发行普通不记名卡、学生卡等卡种，初期于18条无人售票线路安装非接触式IC卡阅读器，及后向所有运营线路推行。
2006年3月，公交总公司对旗下线路收费方式进行调整。其中，一票制空调车辆票价由1元调整为2元，分段收费空调车辆票价调整为起步1.5元/9千米，9千米后为0.5元/3千米。非空调车辆则维持原有票价。同年，该司针对旗下部分车辆“喷黑烟”严重的情况，成立尾气专项治理领导小组，全面检测旗下车队尾气排放状况，对100余台车辆的高压泵进行更换或维修，并维修150余台车辆的发动机，使车队尾气排放基本达到环保部门要求。此外，该司亦购入首批厦门金龙XMQ6891G型大型环保客车，投入5路运营，并启用新版奥运主题涂装。这亦是公交总公司首次购买国内主流品牌车辆；而该涂装也成为后续大部分车队的标准涂装。
2007年，该司将其办公室电话用于对外公开的投诉电话使用。同年，配合惠州市创建全国文明城市的工作，公交总公司对旗下车队的硬件设施进行完善，包括设置车内导向图、乘车规则、投诉电话等多张宣传纸，增设垃圾篓、遮阳帘等设施。车身及车内报站机、移动电视等设施也有进行创建文明城市之相关宣传。
2008年，公交总公司自筹资金建成GPS智能调度管理系统。同年，该司对旗下场站及候车设施进行维护，新建130余个候车亭，更换、维修简易站牌400余个，并启用电子站牌系统，方便市民获取下一班车预计到站时间。
2009年5月27日，公交总公司与中国联通惠州分公司合作的公交服务热线+86-752-96020000开通运营，方便市民在工作日非上班时间及节假日进行公交服务投诉。这一电话号码已于2017年起弃用。

### 2010年代
2010年2月26日，公交总公司投放第一批20台珠海广通GTQ6857NGJ型液化天然气客车于17路、18路首航，成为该司首批投入服务的清洁能源车辆。及后，另外80台同型号车辆于5月23日前全数投入服务，以迎接省运会的召开，及贯彻惠州市委、市政府关于建设“双宜”（宜居宜业）城市的战略部署。同年，惠州市公共汽车总公司出租车分公司成立，并获惠州市政府特许授权经营CNG、汽油两用出租车。7月1日，该司正式投入丰田花冠EX及大众桑塔纳志俊各50台，合共100台CNG、汽油两用出租车运营。此外，该司于大水塘停车场建设LNG撬装加气站，及于河南岸停车场建设L-CNG加气站，供清洁能源车辆使用。
2011年3月，公交总公司与中海石油气电集团有限责任公司合资成立的中海油惠州新能源有限公司正式挂牌营业。同年，江北西L-CNG加气站启动建设。8月，该司开始为旗下无人售票车队更换新式IC卡阅读器，型号为雄帝JC-5200。该款阅读器也应用于后续车队上。12月20日，公交总公司开始为旗下车队安装岭南通阅读器，并于12月31日正式支援以岭南通支付车费。次年1月，该司启动公交IC卡补换岭南通卡业务。
2012年5月31日，公交总公司参与于中国人民银行广州分行举行的金融IC卡进入惠州公交领域签约仪式。6月，惠州市公共汽车总公司第三分公司成立，接管原第一、二分公司多条由市区南部片区始发的公交线路。同年，该司建成、启动建设六个公交总站及保养设施，并于2013年初完成。8月，该司与中国电信惠州分公司合作，于7路、8路、18路测试免费Wi-fi，及后该无线网络也应用于新开线路42路上。
2013年1月25日，该司与中国人民银行惠州市中心支行及中国银行惠州分行举办金融IC卡刷卡乘车体验活动，意味着公交总公司旗下车队正式支援以金融IC卡支付车费，支付时使用公交IC卡阅读器。5月8-13日，该司在为旗下车队的公交IC卡阅读器完成升级后，开始分批拆除岭南通专用阅读器。原公交IC卡阅读器在升级后可支援岭南通卡，原岭南通阅读器则被调入惠州市其余区县的公交业者使用。5月16日，该司在18路、29路试行以惠民自行车卡支付车费，并于6月9日全面开通惠民自行车卡支付。同年，江北西停车场建成使用，配置L-CNG加气站及维修车间。
2014年4月28日，公交总公司开通首条观光公交线路观光1号线，并首次投放低地台双层客车提供服务。7月12日，该司投放第一批25台厦门金旅XML6115JHEV75CN型气电混合动力客车于7路、18路首航，成为该司首批投入服务的混合动力车辆。但由于技术原因，该批车辆上线初期常因动力不足而难以爬上惠州大桥，严重时还易引致后方交通堵塞，故而饱受乘客诟病。9月5日，第一批25台郑州宇通ZK6105CHEVNPG4型气电插电式混合动力客车首航29路。12月1日，该司与惠州市易达文化传播有限公司合作，于观光1号线、6路、7路、11路、15路、18路、29路提供免费Wi-fi，乘客需使用“小九”应用程序登录后才可使用此无线网络。3日，该司于2路、6路、10路、13路、14路、18路、29路的运营车辆安装的导盲系统启用，方便携有导盲终端的视力障碍人士乘车。同年，公交总公司及其出租车分公司通过安全生产标准化（三级）认证。
2015年9月24日，该司最后一批仍在运营的柴油客车于5路退役。次日，该线投放24台深圳五洲龙FDG6103EVG1型纯电动客车运营，成为该司首批投入运营的纯电动客车。该批车辆为公交总公司向深圳市民富沃能新能源汽车有限公司以零首付租赁模式购置而来。12月，公交总公司再以相同方式向民富沃能购置40台南京东宇NJL6129BEV6型低地台纯电动客车，并于12月23日出牌。因不明原因，该批车直至2016年8月16日才首航29路。同月，惠州亿纬锂能股份有限公司以能源合同管理模式向公交总公司赠送10台深圳五洲龙FDG6103SHEVNG5型气电增程式电动客车。该批车辆先于恺旋交通运营的仲恺企业交通专线进行测试，其后于2016年3月24日正式首航33路。
2016年，该司出租车队全面更换为大众新桑塔纳。置换下来的车辆则于12月底前被拍卖完成。同年，该司亦推进公司制改造工作，精简机关部室，实行大部制、扁平化管理及“三定”（定人、定岗、定责）管理，明确责任。12月12日，公交总公司旗下线路开始模拟TC模式运营。2017年1月1日，上述线路正式按照TC模式运营。同日，原有人售票路线也改制为无人售票，但仍维持分段收费模式，乘务员则被以通过培训实现再就业及协商解除劳动合同等方式妥善安置。因TC模式实施后，票务、乘客服务等事项均统一交由惠州市公共交通管理有限公司（TC公司）负责，该司的点钞、押钞、守库、稽查、投诉处理等岗位从业员则被以内部转岗、TC公司接受聘用及协商解除劳动合同等方式妥善安置。
2017年3月，公交总公司再次调整旗下分公司结构，成立第六、第九分公司。5月，公交总公司以零首付分期付款（5年60期）方式购置的55台厦门金旅XML6105JHEVG5CN6到货，并于7月20日首航20路、25路、26路、27路及35路。此为惠城公交TC模式实施后首批投入运营的车辆，及全球第一批量产版厦门金旅“川流”造型车辆。12月29日，惠州市公共汽车总公司更名为惠州交投巴士有限公司，脱离惠州市国有资产监督管理委员会，成为惠州市交通投资集团有限公司全资子公司。虽该司已完成证照层面更名，但目前仍为新旧司名混用状态。
2018年5月1日，交投巴士旗下车队全面执行新版票价方案及岭南通换乘优惠政策，并于同日起停止原公交总公司发行的公交IC卡充值业务，及宣布该种卡片将于2019年1月1日正式退市。10日，该司与公交管理公司共同推出学生公交IC卡置换为岭南通·惠州通学生卡之业务。6月1日，首三款采用城区公交统一涂装及使用交投巴士标识的公交车辆于3路、7路、8路等16条路线首航，该批车辆同时为惠州市首批设有乘客动态资讯系统及安装新能源车牌的公交车，其中部分车辆于车厢内设置了USB快充接口。

## 管理层
- 总经理：钟军民
- 监事：李观华、黄加中、刘惠标

## 路线
截至2023年9月15日，该司共有57条公交路线，由其旗下的五间运营分公司运营。此外又代运1条惠东公交路线。

### 第一分公司
| 编号   | 编号 | 线路           | 线路   | 线路           | 收费 | 备注 |
| ------ | ---- | -------------- | ------ | -------------- | ---- | ---- |
|        | 3    | 汽车总站       | ⇆      | 惠州监狱       | 2元  |      |
|        | 4    | 都田工业区     | ⇆      | 下埔           | 2元  |      |
|        | 9    | 飞鹅岭公园总站 | ⇆      | 东江科技园     | 2元  |      |
|        | 10   | 汽车总站       | ⇆      | 白鹭湖         | 2元  |      |
|        | 13   | 合生大桥南     | ⇆      | 合生愉景湾     | 2元  |      |
|        | 14   | 都田工业区     | ⇆      | 市中医院新院   | 2元  |      |
|        | 27   | 联创科技园     | ⇆      | 艺都南国明珠   | 2元  |      |
|        | 32   | 汽车总站       | ⇆      | 惠州机场候机楼 | 2元  |      |
|        | 43   | 富力万丽酒店   | 全程 ⇆ | 万卢村委会     | 2元  |      |
| 区间 ⇆ | 43   | 富力万丽酒店   | 荔枝城 |                | 2元  |      |
|        | 49   | 东江科技园     | ⇆      | 合生大桥南     | 2元  |      |

### 第二分公司
| 编号 | 编号   | 线路           | 线路   | 线路         | 收费  | 备注                |
| ---- | ------ | -------------- | ------ | ------------ | ----- | ------------------- |
|      | 1      | 梅湖           | ⇆      | 豪鹏科技     | 2元   |                     |
|      | 5      | 仲恺汽车站     | ⇆      | 工程职业学院 | 2–6元 |                     |
|      | 6      | 仲恺汽车站     | ⇆      | 火车站       | 2–5元 |                     |
|      | 8      | 荷兰水乡       | ⇆      | 市技师学院   | 2元   |                     |
|      | 15     | 梅湖           | ⇆      | 中洲天御总站 | 2元   |                     |
|      | 16     | 梅湖           | ⇆      | 珠光御景湾   | 2元   |                     |
|      | 21     | 梅湖           | ⇆      | 鸿润花园     | 2元   |                     |
|      | 35     | 碧桂园十里江南 | 全程 ⇆ | 珠光御景湾   | 2元   |                     |
| 梅湖 | 35     | 区间 ⇆         |        | 珠光御景湾   | 2元   |                     |
|      | 53微巴 | 荷兰水乡       | ⇆      | 滨江路总站   | 2元   | 原 53A微巴、53B微巴 |

### 第三分公司
| 编号 | 编号          | 线路           | 线路 | 线路         | 收费 | 备注 |
| ---- | ------------- | -------------- | ---- | ------------ | ---- | ---- |
|      | 惠州西湖接驳A | 红花湖南门     | ↻    | 红花湖南门   | 2元  |      |
|      | 惠州西湖接驳B | 红花湖南门     | ↺    | 红花湖南门   | 2元  |      |
|      | 2             | 万饰城         | ⇆    | 金华路       | 2元  |      |
|      | 17            | 第五中学       | ⇆    | 植物园总站   | 2元  |      |
|      | 18            | 万科金域华庭   | ⇆    | 河南岸汽车站 | 2元  |      |
|      | 19            | 红花湖南门     | ⇆    | 下梅湖       | 2元  |      |
|      | 20            | 南线客运站     | ⇆    | 四角楼       | 2元  |      |
|      | 23            | 红花湖总站     | ⇆    | 下马庄       | 2元  |      |
|      | 24            | 万饰城         | ⇆    | 惠台学校     | 2元  |      |
|      | 28            | 冰塘村         | ⇆    | 飞鹅岭公园   | 2元  |      |
|      | 38            | 红花湖南门     | ⇆    | 江湾南岸总站 | 2元  |      |
|      | 39            | 河南岸汽车站   | ⇆    | 惠州北高铁站 | 2元  |      |
|      | 44            | 飞鹅岭公园总站 | ⇆    | 上寮新村     | 2元  |      |
|      | 46            | 红花湖总站     | ⇆    | 金山湖湖心岛 | 2元  |      |
|      | 50            | 河南岸汽车站   | ⇆    | 润城双壁湾   | 2元  |      |

### 第六分公司
| 编号 | 编号 | 线路         | 线路 | 线路           | 收费  | 备注 |
| ---- | ---- | ------------ | ---- | -------------- | ----- | ---- |
|      | 11   | 火车站       | ⇆    | 赣深高铁仲恺站 | 2–5元 |      |
|      | 25   | 惠州北高铁站 | ⇆    | 伯公坳         | 2–6元 |      |
|      | 26   | 艺都南国明珠 | ⇆    | 住润电装厂     | 2–6元 |      |
|      | 29   | 火车站       | ⇆    | 马安           | 2–5元 |      |
|      | 30   | 南实小学     | ⇆    | ASMPT先进科技  | 2元   |      |
|      | 40   | 惠州北高铁站 | ⇆    | 东江科技园     | 2元   |      |
|      | 48   | 报业传媒集团 | ⇆    | 滨江路总站     | 2元   |      |
|      | 51   | 火车站       | ⇆    | 白鹭湖南门     | 2元   |      |

### 第九分公司
| 编号   | 编号             | 线路                      | 线路                      | 线路                      | 收费                      | 备注                      |
| ------ | ---------------- | ------------------------- | ------------------------- | ------------------------- | ------------------------- | ------------------------- |
|        | 河桥科教城接驳线 | 惠州学院总站              | ⇆                         | 中科家园                  | 2元                       |                           |
|        | 7                | 惠州学院总站              | ⇆                         | 市房管局                  | 2元                       |                           |
|        | 12               | 飞鹅岭公园总站            | 主线 ⇆                    | 三栋总站                  | 2元                       |                           |
| 延伸 ⇆ | 12               | 飞鹅岭公园总站            | 市戒毒所                  |                           | 2元                       |                           |
|        | 22               | 自2023年9月15日起暂停服务 | 自2023年9月15日起暂停服务 | 自2023年9月15日起暂停服务 | 自2023年9月15日起暂停服务 | 自2023年9月15日起暂停服务 |
|        | 31               | 自2023年9月15日起暂停服务 | 自2023年9月15日起暂停服务 | 自2023年9月15日起暂停服务 | 自2023年9月15日起暂停服务 | 自2023年9月15日起暂停服务 |
|        | 33               | 亿纬公司                  | ⇆                         | 植物园总站                | 2元                       |                           |
|        | 34               | 火车站                    | ⇆                         | 中洲天御总站              | 2元                       |                           |
|        | 36               | 惠州学院总站              | ⇆                         | 横槎小隐公园              | 2元                       |                           |
|        | 37               | 红花湖南门                | ⇆                         | 邓演达纪念园              | 2元                       |                           |
|        | 41               | 中职城总站                | ⇆                         | 火车站                    | 2元                       |                           |
|        | 42               | 中职城总站                | ⇆                         | 飞鹅岭公园                | 2元                       |                           |
|        | 45               | 中职城总站                | ⇆                         | 鑫月广场                  | 2元                       |                           |
|        | 52               | 惠南科技园                | ⇆                         | 花边岭广场                | 2元                       |                           |
|        | 54               | 惠州南高铁站              | ⇆                         | 惠州北高铁站              | 2–7元                     |                           |
|        | 55               | 惠州南高铁站              | ⇆                         | 惠州中学                  | 2元                       |                           |

### 代运路线
| 编号 | 编号   | 线路         | 线路 | 线路           | 收费  | 备注 |
| ---- | ------ | ------------ | ---- | -------------- | ----- | ---- |
|      | H1惠东 | 惠东高级中学 | ⇆    | 厦深铁路惠东站 | 2–4元 |      |

## 车队
该公司现时共运营657台公交车辆，全数为新能源车辆。
| 车型                     | 服役时间                      | 购入数量 | 现役数量 | 载客量（含司机） | 变速器        | 发动机                           | 空调             | 备注                          |
| ------------------------ | ----------------------------- | -------- | -------- | ---------------- | ------------- | -------------------------------- | ---------------- | ----------------------------- |
| 郑州宇通ZK6105CHEVNPG4   | 2015.7.5-                     | 24       | 24       | 坐31 站45        | 不设变速箱    | 玉柴YC6G210N-30 宇通YTM280-CV4-L | 广州精益JYKT28A  |                               |
| 郑州宇通ZK6105CHEVNPG4   | 2015.12.1-                    | 34       | 34       | 坐31 站45        | 不设变速箱    | 玉柴YC6G210N-30 宇通YTM280-CV4-L | 广州精益JYKT28A  |                               |
| 合肥安凯HFF6100G03CHEV-2 | 2015.7.5-                     | 10       | 10       | 坐23 站47        | 不设变速箱    | 玉柴YC6J210N-52                  | 广州精益JYKT28A  |                               |
| 厦门金旅XML6115JHEVA5CN  | 2015.7.5-                     | 22       | 22       | 坐30 站46        | 不设变速箱    | 玉柴YC6J210N-52                  | 广州精益JYKT28A  |                               |
| 厦门金旅XML6115JHEVA5CN  | 2015.12.1-                    | 14       | 14       | 坐30 站46        | 不设变速箱    | 玉柴YC6J210N-52                  | 广州精益JYKT28A  |                               |
| 厦门金旅XML6105JHEVA5CN  | 2015.11.30-                   | 24       | 24       | 坐30 站46        | 不设变速箱    | 潍柴WP6NG210E50                  | 广州精益JYKT28A  |                               |
| 深圳五洲龙FDG6103SHEVNG5 | 2016.3.24-2018.5.31 2019.5.1- | 10       | 2        | 坐29 站40        | 采埃孚Ecolife | 玉柴YC4D120N-50                  | 上海松芝SZAX     | 租赁自亿纬锂能 部分车辆已退役 |
| 厦门金旅XML6105JHEVG5CN6 | 2017.7.20-                    | 55       | 55       | 坐30 站29        | 不设变速箱    | 玉柴YC6J210N-52                  | 广州精益JYKT28A  |                               |
| 厦门金旅XML6805JEVY0C    | 2018.6.1-                     | 56       | 56       | 坐17 站46        | 不设变速箱    | 金旅TZ370XS-750T12L1             | 广州精益JYKT20D2 |                               |
| 南京开沃NJL6859BEV47     | 2018.6.1-                     | 80       | 80       | 坐21 站34        | 不设变速箱    | 南京金龙TZ430XSNL6               | 广州精益JYKT24D2 |                               |
| 郑州宇通ZK6105BEVG33A    | 2018.6.1-                     | 86       | 86       | 坐26 站49        | 不设变速箱    | 宇通TZ368XSYTB04                 | 广州精益JYKT28D2 |                               |
| 郑州宇通ZK6850BEVG57A    | 2019.8.1-                     | 42       | 42       | 坐20 站39        | 不设变速箱    | 宇通TZ400XSYTB28                 | 郑州科林诺       |                               |
| 南京开沃NJL6100EV13      | 2019.8.15-                    | 42       | 42       | 坐26 站50        | 不设变速箱    | 南京金龙TZ450XSNL7               | 广州精益JYKT28D2 |                               |
| 合肥安凯HFF6109G03EV15   | 2019.8.15-                    | 16       | 16       | 坐25 站52        | 不设变速箱    | 安凯TZ425XS100                   | 广州精益JYKT28D2 |                               |
| 厦门金旅XML6606JEVY0C    | 2020.5.1-                     | 10       | 10       | 坐10 站14        | 不设变速箱    | 金旅TZ258XS-320D9C1              | 上海松芝DL       |                               |
| 郑州宇通ZK6815BEVG20     | 2020.9.9-                     | 31       | 31       | 坐16 站37        | 不设变速箱    | 宇通TZ400XSYTB25                 | 郑州科林诺       |                               |
| 郑州宇通ZK6106BEVG5      | 2020.9.5-                     | 12       | 12       | 坐27 站63        | 不设变速箱    | 宇通TZ400XSYTB44                 | 郑州科林诺       |                               |
| 株洲中车时代TEG6852BEV02 | 2020.9.17-                    | 24       | 24       | 坐21 站49        | 不设变速箱    | 中车时代TZ405XS001               | 广州精益KRBPE8-B |                               |
| 苏州海格KLQ6856GAEVN3    | 2020.9.22-                    | 23       | 23       | 坐21 站50        | 不设变速箱    | 海格TZ370XSH37                   | 广州精益KRBPE8-B |                               |
| 合肥安凯HFF6855G03EV12   | 2023.1.8-                     | 22       | 22       | 坐21 站50        | 不设变速箱    | 安凯TZ365XS120                   | 广州精益JYKT28D2 |                               |
| 厦门金龙XMQ6850AGBEVL26  | 2023.1.8-                     | 28       | 28       | 坐20 站46        | 不设变速箱    | 金龙TZ370XSKL250                 | 广州精益KRBPE8-B | 其中10台配搭无障碍设施        |

## 场站设施
现有设施
- 大水塘停车场：2002年5月兴建，一分公司车辆停车场，设有加气站及充电桩
- 长湖苑停车场：2000年6月启用，二分公司车辆停车场及综合维修基地，设有充电桩
- 河南岸停车场：2012年启用，三、九分公司车辆停车场及维修基地，设有加气站及充电桩
- 江北西停车场：2013年启用，六分公司车辆停车场，设有加气站及充电桩
- 中职城停车场：2018年启用，九分公司车辆停车场，设有充电桩

停用设施
- 西枝江停车场：1995年启用，于2001年停用
- 东平停车场：1998年6月启用，于2002年停用
- 火车西站停车场：退役车辆停车场，现已停用并改为道路
- 丰山停车场：退役车辆临时停车场，现已改为丰山总站

## 重大事故
注：粗体为致命事故。
- 2004年10月8日中午，一台归属公交总公司的公交车在行经东湖双语学校门口时，未有理会学校保安的停车手势，导致该车将一名正在捡拾个人物品的一年级女童撞倒，女童当场身亡。[44]
- 2007年9月10日下午2时许，一台挂牌27路的萍乡安源PK6850CD5（车牌待查）因故障被拖车拖回车场，在经过惠州市司法局门口时疑因线路外皮破裂导致短路发生火警。消防于10分钟后到场扑灭火灾，该车车尾被烧黑。[45]
- 2008年7月1日下午2时30分许，一台行走8路往田家炳中学的珠海广通GTQ6850GJ1（粤L04490）在行经西湖丽日购物广场门口时，车长察觉气管没气，随后发现车尾起火，便疏散乘客。火警在车长及购物广场保安合力之下被扑灭，事故未造成人员伤亡。[46]
- 2008年8月26日上午8时许，一台行走13路的厦门金龙XMQ6891G（车牌待查）在即将进入惠州大道金石二路路口时，因灯号转红而突然停车。但后方一台行走6路的厦门金龙XMQ6891G（车牌待查）收掣不及，撞向13路车车尾，而该车随后也被一台行走金通巴士368线的厦门金龙XMQ6103GF（车牌待查）撞击，酿成三车追尾事故，造成近百乘客不同程度受到惊吓及部分乘客受伤。[47]
- 2008年10月23日上午8时30分许，一台行走29路的苏州海格KLQ6891GA（车牌及行车方向待查）在惠州市旅游学校门口掉头时，遭一辆高速行驶的摩托车撞击，造成摩托车骑士头部重伤及两车不同程度受损。[48]
- 2008年12月7日上午11时许，一台行走25路往火车站的厦门金龙XMQ6891G（车牌待查）在古塘坳立交桥下因灯号转红而停车等候，但紧随其后的泥头车则收掣不及，撞击公交车尾部，造成部分乘客受伤送医。[49]
- 2008年12月13日晚7时30分许，一台行走13路的厦门金龙XMQ6891G（车牌待查）在惠州大道旺岗路路口起步时，因收掣不及撞上一辆横穿马路的自行车。自行车骑士受伤送医，而自行车两轮变形，公交车前挡风玻璃被撞花。
- 2009年5月18日早上6时24分，一台挂牌16路的萍乡安源PK6851CD3（车牌待查）出场前往梅湖市场，行驶至文昌一路某小区门口时，因收掣不及撞上一台突然越过双黄线的深圳牌照轿车，导致轿车严重变形及驾驶员被卡。驾驶员被救出后宣告不治。[50]
- 2010年6月25日上午11时许，一台行走13路往金源工业区的厦门金龙XMQ6891G（粤L33340）在准备停靠义乌小商品城站时，因右后方电池线路短路发生自燃，但明火很快被扑灭。事件未造成人员伤亡。[51]
- 2010年8月28日下午，一台行走5路往陈江汽车站的厦门金龙XMQ6891G（粤L34787）在行经仲恺大道金榜路路口时，遭一台搅拌车猛烈撞击，造成公交车右侧车尾严重损毁及11名乘客受伤送医。[52]
- 2011年8月2日上午10时30分许，一台行走13路的厦门金龙XMQ6891G（车牌待查）在下埔路因电池线路短路发生自燃，但明火很快被扑灭，仅造成车尾小面积熏黑。事件未造成人员伤亡。[53]
- 2011年9月21日上午11时许，一台行走6路往惠州火车站的厦门金龙XMQ6891G（车牌待查）在停靠三环南路世纪联华站时，被一台同方向行驶的吊车吊臂打中。目击者指事故造成公交车前后挡风玻璃受损，并有5人受伤送医。[54]
- 2013年7月1日中午，一台行走东江公交201路往市农科所的厦门金龙XMQ6103GF（粤L05717）在行驶至惠州大道东平公园段，超越一台行走6路往惠州火车站的厦门金龙XMQ6891G（粤L35461）时，因不慎刮蹭后者的左后视镜而刹车，导致后方一台行走34路往惠州火车站的珠海广通GTQ6762N4GJ（粤L46049）收掣不及，发生追尾事故，造成13人受伤送医，其中一人重伤。粤L46049于2013年10月完成大修后复出。[55]
- 2013年7月3日上午8时50分许，一台挂牌41路的珠海广通GTQ6857NGJ（粤LS3739）因故障回场维修，在行驶至演达大道上跨三环南路路段时发生火警。消防部门虽及时到场扑救，但车身上部及车尾均被烧成铁架，惟气瓶并未受损。该车因损毁严重，不获修复，并于同年除牌[56]。14日，该司发布事故检测报告，指该次事故原因为车尾发动机高压油泵漏油。[57]
- 2014年2月26日上午9时许，一台行走东江公交201路往沥林汽车站的厦门金龙XMQ6103GF（粤L32912）在进入东湖西路站时，疑因刹车失灵撞向一台准备离站的行走29路往惠州火车站的苏州海格KLQ6891GA（车牌待查），造成两车分别头尾尽毁及9人受伤，其中2人需入院治疗。29路公交车遭撞击后油箱破裂漏油，需要出动消防队对柴油进行稀释。[58]
- 2015年2月2日上午9时50分许，一台行走18路往港惠新天地的厦门金旅XML6115JHEV75CN（粤L50872）在由螺仔湖一路转入演达大道时，疑因视线受阻，收掣不及而撞击一名未按灯号指示通过马路的65岁老人，致其头部重创，病情危殆，需送医抢救。[59]
- 2015年3月30日晚上11时15分许，一台挂牌6路的厦门金龙XMQ6891G（粤L36118）在大水塘停车场内停放时突发火警。消防于8分钟后到场，出动水喉扑灭火灾。事故未造成人员伤亡，且由于场内司机及时驶离周边车辆，事故也未造成其它运营车辆受损。[60]
- 2015年11月20日10时50分许，一台行走9路往惠州汽车站的苏州海格KLQ6850GCE4（粤L42622）在行经东湖西路东坡路路口时，将一台在机动车道左侧行驶的电动自行车撞倒，致电动自行车骑士受伤送医。此后，电动自行车骑士与公交总公司双方就医药费问题产生分歧。
- 2015年12月19日上午，一台行走13路往合生愉景湾的厦门金旅XML6115JHEVA5CN（车牌待查）在行驶至龙湖大道龙湖东一路路口时，车长突发急性肠炎，紧急停车时收掣不及，撞击一台正在卸载快件的三轮车，并在撞击路边的电线杆后停下。事件造成公交车上部分乘客身体不适，三轮车司机脸部亦被撞伤，两车司机及部分受伤乘客均被送医。[61]
- 2016年5月6日晚上8时10分许，一台行走41路往火车站的苏州海格KLQ6850GCE4（车牌待查）在惠州大桥北灯控等待灯号转绿时，车辆增压器突发渗油故障，并引起火警。车长当即疏散乘客，并与交警一同将明火救熄。事故未造成人员伤亡，车辆损毁亦较轻微，且于当晚完成维修。[62]
- 2016年9月23日晚上9时许，一台行走13路往合生愉景湾的厦门金旅XML6105JHEVA5CN（车牌待查）在行驶至惠州大道小金口路段时，将一辆疑闯入机动车道的自行车撞倒。自行车骑士被撞出10米远，救护人员赶到现场时确认其已死亡。[63]
- 2017年3月21日中午1时50分许，一台行走6路往仲恺汽车站的郑州宇通ZK6105CHEVNPG4（粤L55200）在通过东湖西路东坡路口时，与一辆电动自行车发生碰撞。电动自行车骑士倒地后被拖行数米，需送医治疗。[64]
- 2017年5月30日中午1时40分许，一台行走6路往仲恺汽车站的郑州宇通ZK6105CHEVNPG4（车牌待查）在从火车站公交总站开出时，疑因起步车速过快，将一男一女两名从小金口站出站的途人撞倒。事故导致女性途人当场死亡，男性途人头部重伤送医。[65]
- 2019年1月8日中午12时许，一台行走32路往飞鹅岭公园的北京福田BJ6901C6MCB-2（粤L46812）行驶至南坛西路时，车尾冒出浓烟，并很快引起火警。明火被车长及附近民众合力救熄，事故并未造成人员伤亡。[66]

## 事件及争议

### 26路、29路车长因抢道发生争执事件
2012年5月13日，有微博网友向惠州市交通运输局投诉称，其当日乘坐26路粤L05646车途经东平市场站至东湖西路站路段时，该车连续急刹两次。随后该车逼停一台29路公交车，车长随后下车冲入29路车内殴打29路车车长，并于十几秒后返回26路车继续驾驶。
其后，市交运局即派员走访当事者、目击者，及调取相关车辆监控，并于5月17日向社会发布调查结果。调查结果指出，5月13日下午2时10分许，两台涉事车辆通过东湖西路东平大道路口时，因车道数减少，两车发生抢道行为，至26路车车站李某紧急刹车。李某认为对方未作礼让而心中有气，遂在停靠东平市场站时登上29路车与该车车长郑某理论，期间有互相拉扯行为。两车车长随后被各自车辆的乘务员拉开，随后各自回到驾驶岗位。交运局同时表示，两位车长服务意识、安全意识淡薄，在驾驶过程中开斗气车，互相谩骂，李某更不顾乘客跑到29路车上吵闹，两人行为均严重影响公交正常运营及行车安全，影响恶劣。此外，公交总公司则表示已判两位涉事车长深刻检讨，并作全司通报批评及停班、取消当月奖金等处理。
调查报告公布后，有网友质疑交运局描述两车长之间行为为“互相谩骂”而非投诉者所指的“殴打”是避重就轻。对此，交运局方面回应，工作人员在与涉事车长谈话期间未发现打架痕迹，而网友将互相拉扯行为误认为是打架“也很正常”。

### “被搁置”车长“跳楼讨说法”事件
2015年2月12日早上7时许，公交总公司一名付姓车长登上该司办公大楼楼顶，手举红底黑字横幅，向公司讨要说法，引发民众围观。随后，公安、消防及急救部门均出动，消防方面更在大楼前方设置气垫。该名车长在其家属及公安、消防等部门劝解下，于当日下午3时30分许离开大楼楼顶，转而在办公室与公司领导交谈。
据知情人士透露，该名车长在2014年驾驶公交车时发生过交通事故，及后，法院判付性车长并非事故责任人，且车长与公司之间的劳动合同仍然有效。但由于该次事故致他人受伤，公交总公司与保险公司合共赔偿伤者20余万元。事后，公交总公司按照其规章制度对车长作解聘处理，引起该车长提出劳动仲裁，并获胜。但公交总公司仍未对其安排具体工作，而是仅仅让他按时打卡上下班。该车长的儿子在接受惠州广播电视台记者采访时透露，在劳动仲裁胜诉前，其父亲更未领到任何工资；胜诉之后，公司也仅仅是“每个月敷衍地给几百块工资”。其后，2015年2月，该司发出通知，指该付姓车长严重违反公司规章制度，需被解聘，并告知其于2月10日上午办理相关手续。
对此，公交总公司一名负责人表示，不赞同该位车长以跳楼等极端手段讨要说法的方式，认为该做法“浪费公共资源”，但拒绝透露更多细节。另有知情人士指出，公交总公司对不同等级的交通事故有相关处理规定，但对于劳动仲裁结果与公司规章制度不一致的情形，“公司也很为难”。